# Giải trãi

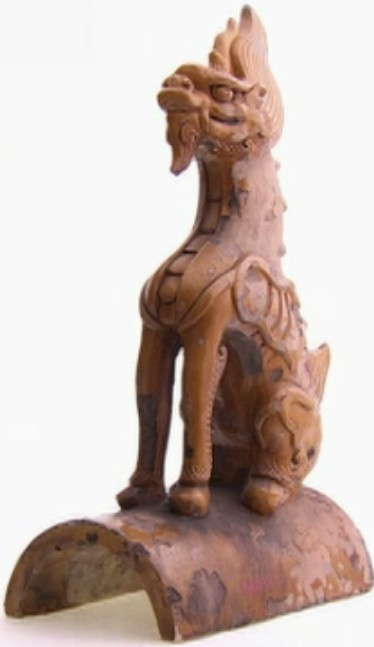
Con giải trãi

Giải trãi (tiếng Trung: 獬豸; bính âm: xièzhì) là một sinh vật thần thoại trong nền văn hóa Á Đông (Trung Quốc, Hàn Quốc, Nhật Bản, Việt Nam), nó là sinh vật biểu tượng cho công lý là linh thú được tôn sùng là thần công lý và gắn với hành pháp. Trong truyền thống Á Đông cũng có một biểu tượng công lý đặc sắc và ý nghĩa là con giải trãi, nó là tên một thần thú có sừng, tương truyền có từ đời vua Thuấn ở Trung Quốc. Linh vật này được mô tả là giống hình con dê, có một sừng, biết phân biệt thị phi, trắng đen, phải trái, hễ gặp kẻ gian tà là dùng sừng đâm ngay, nhưng lại không hề chạm đến người ngay chính.
Ở Trung Quốc thời phong kiến, ở mỗi công đường đều có hai con Giải trãi ngự ở hai bên nhằm canh gác sự thật, phát hiện những kẻ gian dối. Con vật này còn được nhắc đến trong Thuyết văn giải tự. Nó còn có tên khác là Giải trĩ (解廌), vì tính cương trực của mình nên nên nhà Hán bắt chước cái ý ấy mà gọi mũ các quan là mũ Giải trĩ quan (解廌冠). Hiện tại, có nhiều nhà nghiên cứu ở Trung Quốc và châu Âu ghi nhận là con Giải trãi thời Chiến Quốc và Đông Hán chính là con sao la (Pseudoryx nghetinhensis) về vẻ bề ngoài, các họa sĩ thời Chiến Quốc và Đông Hán khi vẽ con thú này thì vẽ nghiêng nên chỉ thể hiện một sừng.

## Tại các nước

### Trung Quốc

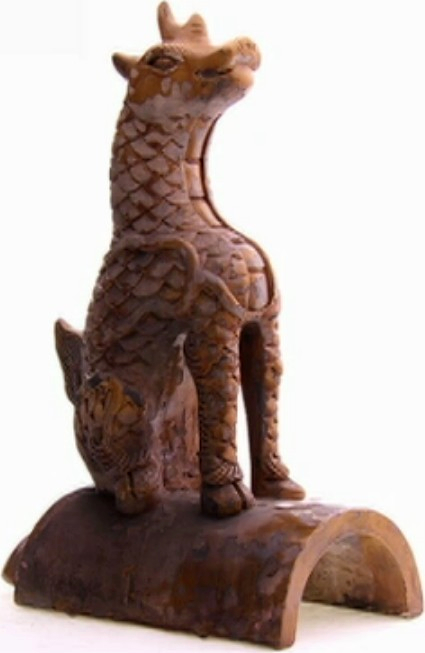
Tượng Giãi trãi

Theo truyền thuyết, giải trãi là con vật đứng đầu trong năm loại linh thú thuộc bộ kỳ lân. Hình tượng con giải trãi đã được thể hiện trên các cổ vật đồng từ thời Chiến Quốc. Trong bộ Luận hành của Vương Sung có kể rằng Cao Dao có một con dê một sừng gọi là con giải trãi  hay trãi (zhi/廌), đây là con thú có một cái sừng. Tính con thú này rất ngay thẳng, nó có thể phân biệt người lành hay kẻ ác. Gặp bọn gian tà, nó dùng sừng đâm nhưng không bao giờ chạm đến người hiền. Cao Dao thả giải trãi vào trong ngục để kiểm tra xem có người nào bị bắt oan hay không. Thời Đông Hán, hình con giải trãi được vẽ trên tường ở nơi xử án hoặc trên ghế của các quan tòa để biểu trưng cho chấp pháp.
Người ta đã tìm thấy một pho tượng bằng gỗ thời Đông Hán, thể hiện một con bò, chân guốc, đuôi dựng thẳng, đầu cúi sát ngực với một sừng duy nhất chĩa ra phía trước như sắp trừng trị người phạm tội. Truyền thống này vẫn tiếp tục dưới thời nhà Đường khi hình con giải trãi được dán hai bên cửa phòng xử án và những công thự quan trọng của triều đình, vì giải trãi vừa có thể phân biệt người vô tội với kẻ ác, lại vừa có thể phát hiện và trừng trị các quan chức bất lương, do đó, giải trãi còn trở thành biểu tượng cho đức độ và sự lương thiện của các quan tòa và các quan ngự sử sau đó lan tỏa ra vùng văn hóa Á Đông. Trong tiểu thuyết Tam quốc diễn nghĩa, Văn Xú được mô tả thân cao tám thước, mặt như giải trãi.
Được mệnh danh là cán cân công lý, Giải trãi có hình dáng như một loài dã thú kết hợp giữa dê và kỳ lân đến từ rừng già cũng có một số phiên bản mô tả nó khá giống kỳ lân và rồng. Theo truyền thuyết Trung Quốc, vào triều đại nhà Đường, khi một người phạm trọng tội, Giải trãi sẽ ngay lập tức xuất hiện, nhe chiếc nanh dài, cặp sừng sắc nhọn để nhai sống phạm nhân hoặc húc họ cho đến chết. Giải Trãi là nỗi sợ của những người mang trong mình những tư tưởng xấu xa, những suy nghĩ ác độc. Bước từ trong rừng ra với bản chất có thể tự phân biệt chính tà nó sẵn sàng ăn tươi nuốt sống bất cứ kẻ xấu nào, có nơi kể nó sẽ dùng sừng húc kẻ đó đến chết thay vì chỉ nuốt chửng, nhưng nếu người nào bị khép tội oan, Giải trãi sẽ bảo vệ, khẩn cầu sự giải thoát cho họ.

### Hàn-Nhật
Tại Hàn Quốc (Triều Tiên), giải trãi được gọi là Haetae với bề ngoài của một con sư tử có vảy và có một cái sừng. Tượng đá Haetae được dựng bên ngoài cung điện Gyeongbokgung ở Seoul dưới thời Joseon. Haetae được tin là có khả năng bảo vệ Hanyang (nay là Seoul, Haetae được coi là biểu tượng của thành phố này) khỏi thảm hoạ tai ương từ thần thánh, đồng thời ban bố và bảo vệ luật pháp, công bằng, lẽ phải khỏi những xấu xa, bất công của xã hội đương thời. Tại Nhật Bản, giải trãi còn được gọi là Kaichi (獬豸) cũng còn gọi là Shin'yō (神羊 "thần dương", tức là thần dê) được mô tả tương tự như con sư tử nhưng lại có một cái sừng.

### Việt Nam
Giải trãi khi du nhập vào Đại Việt đã được tiền nhân biến đổi để mang tâm hồn và cốt cách Việt vì từ rất sớm đã truyền miệng câu chuyện về giống thần dương, tức loài dê thần một sừng. Theo sách Nam ngữ chính tả tự vị, thì trãi là loài dê đời xưa có một sừng, tính trung trực hay húc những kẻ gian tà. Khi xử các nghi án thì cho con trãi ra trước tòa, nó dùng sừng húc vào bên nào thì cho biết bên ấy là kẻ có tội. Một chức quan gắn liền với việc xét xử trong lịch sử là ngự sử và Ngự Sử Đài được thiết lập từ thời nhà Trần, đến thời nhà Nguyễn, tên gọi của Ngự Sử Đài được thay bằng Đô Sát Viện và giải trãi chính là linh vật biểu tượng cho ngự sử quan. Giống với trang phục quan Hình Bộ thời nhà Hán, vào thời vua Lê Dụ Tông năm Tân Sửu triều đình có ban hành luật là tất cả các quan làm việc liên quan đến thực thi luật pháp đều phải mang trang phục áo quan có thêu hình "Dê Thần" Giải Trãi, đặc biệt là những chiếc mũ quan mà họ đội còn mang luôn tên là "mũ Giải Trãi".
Ở sách Lịch triều hiến chương loại chí, Phan Huy Chú cho biết ở triều phục các quan lại Trung Hoa thời Tống có mũ giải trãi đính hình con dê thần một sừng. Đời Lê Trung Hưng (khoảng năm 1721) có định thành quy chế: Tất cả các quan lại liên quan đến pháp luật từ trung ương đến 13 đạo địa phương trong phẩm phục đều có hình con dê thần, như các quan: Ngự Sử, Đô Ngự sử, Đề hình, Hiến sứ đều đội mũ giải trãi, có bố tử thêu hình con giải trãi. Phan Huy Chú trong Lịch triều Hiến chương loại chí (tập Lễ nghi chí) ghi chép rằng đô ngự sử, ngự sử, đề hình, hiến sứ, cai đạo đều dùng mũ giải trãi, bổ tử (miếng vải vuông đính ở ngực và lưng phẩm phục quan lại) cũng thêu hình con giải trãi.
Hình tượng dê gắn với phẩm phục đó thể hiện trí tuệ sáng suốt đức độ cao đẹp của quan lại thời xưa trong xét đoán hình ngục. Đúng như câu chuyện Phan Huy Chú về Trần Thì Kiến người được Hưng Đạo Vương tiến cử làm An phủ sứ Thiên Trường là vị quan hình rất giỏi xét án, cứng cỏi, không chịu ăn của đút nên được vua Trần Anh Tông kính trọng, ban cho cái hốt khắc bài minh ngự chế như sau: "Núi sơn rất cao/Hốt ngà rất cứng/Sừng con dê thần/Làm hốt khó gẫy". Thời vua Trần Anh Tông có ông Trần Thì Kiến, làm An phủ sứ phủ Thiên Trường, vua Trần Anh Tông đã cho ông một cái hốt có khắc bài minh rằng: "Thái sơn chót vót, hốt ngà oai nghiêm, linh trãi dâng sừng, làm hốt khó gãy" (nguyên văn: thái sơn trinh cao, tượng hốt trinh liệt, linh trãi tiến dác; vi hốt nan chiết). Tên "Trãi" còn gắn với cuộc đời và tài năng của danh thần Nguyễn Trãi
Thời Lê Trịnh, Phạm Công Trứ là vị quan đầy uy tín từng làm Ngự sử, xử được những vụ án hóc búa cân não đén mức Thái Học Thù, vị trí thức Trung Hoa từng ca ngợi Phạm Công Trứ tỏ rõ sự oai nghi của một pháp quan qua việc đội mũ có hình con dê vào triều phủ: 
Danh trọng tây đài, mũ giải trãi vẻ vang màu hoả tảo
Ngôi sao Bắc cực, hàng yên ban rạng rỡ vẻ nghi dung
Trên chín bệ rủ lòng luyến ái dưới muôn dân mừng đội phúc lành
Tiết tháo lạnh sương thu, miệng cười giống dòng trong hiếm có
Giữ gìn pháp luật trừ diệt gian tà: Ngựa Hoàn Điến, bọn quyền gian nhiều khi phải tránh
Đàn hoặc kẻ gian, giúp dập Nhà nước
Xe Trương Cương quyết chôn bánh ở lại không đi

Trong sách Vân đài loại ngữ (mục Vưng điển Điều 64), Lê Quý Đôn có dẫn hai câu thơ vận dụng cho Việt Nam: "Phong hiến nha môn chuyên chấp pháp/Đặc da giải trải mại luân di" (Nha môn phong kiến chuyên giữ pháp/Đặc biệt giải trãi thêu khác thường). Chứng tỏ phẩm phục thêu con dê thần của người giữ pháp luật là phẩm phục khác thường để phân biệt với phẩm phục thêu các con vật khác. Theo sách Nam ngữ chính tả tự vị thì Trãi là loài dê đời xưa có mỗi một sừng, tính trung trực hay húc những kẻ gian tà. Khi xử các nghi án nào thì cho con Trãi ra trước tòa, nó dùng sừng húc vào bên nào thì thì cho biết bên ấy là kẻ có tội
Vào năm 2010, có một tượng bằng vàng, niên đại thời Nguyễn, cao 12 cm, nặng hơn 200gram được đưa ra bán đấu giá ở Paris với giá 12.000 Euro, con vật trên chính là tượng con giải trãi được đúc dưới thời Minh Mạng năm 1837. Đó là pho tượng thể hiện một con thú, trông như con dê hoặc con hươu, nhưng chân của con thú này lại có móng vuốt, khác với loài dê hay hươu có bộ chân guốc, đuôi con thú xòe như đuôi bò, trên lưng có bờm như trên lưng con kỳ lân. Mặt khác, trên thân con thú có chạm nổi văn mây xoắn và lửa, để chứng minh đây là một loại linh vật. Dưới bụng con thú có khắc hai dòng chữ Hán. Dòng bên trái khắc các chữ: Minh Mạng thập bát niên tạo ngũ thốn cửu phân, dòng bên phải khắc các chữ: Bát ngũ tuế hoàng kim trọng ngũ lượng.
Nếu như con Giải trãi trong truyền thống Trung Hoa là một loài thú dữ, bản tính rất hung hăng, "khi nổi cơn thịnh nộ, chúng ăn cả lừa", có thể thấy rõ điều này qua tượng giải trãi bằng đồng ở cố cung Bắc Kinh, còn hình tượng con Giải trãi đúc dưới thời Minh Mạng hoàn toàn khác. Đó là pho tượng thể hiện một con thú, trông như con dê hoặc con hươu, nhưng chân của con thú này lại có móng vuốt, khác với loài dê hay hươu có bộ chân guốc, đuôi con thú xòe như đuôi bò, trên lưng có bờm như trên lưng con kỳ lân. Trên thân có chạm nổi văn mây xoắn và lửa, để chứng minh đây là một loại linh vật. Một điều rất thú vị là nhà vua không chọn hình con giải trãi theo kiểu Trung Hoa thời Minh-Thanh, rất giống loài kỳ lân, mà sáng chế nên một mẫu giải trãi riêng của Việt Nam, rất gần gũi với hình ảnh của con sao la.